# Threshold (serie televisiva)
Threshold è una serie televisiva statunitense di genere fantascientifico, trasmessa per la prima volta dalla rete americana CBS nel settembre 2005. Prodotta da Brannon Braga, David S. Goyer e David Heyman, la serie narra la storia di un progetto governativo segreto volto a investigare sul primo contatto con una specie extraterrestre.

## Trama
In una nave, nel mezzo dell'Oceano Atlantico, vengono trovati i cadaveri, orribilmente deformati, di diversi membri dell'equipaggio, mentre altri risultano dispersi. A occuparsi delle indagini viene chiamata la dott.ssa Molly Anne Caffrey, esperta in analisi dei disastri, che forma una squadra di esperti. Quando comprende di trovarsi di fronte a una minaccia aliena, rende operativo il piano concepito in risposta a tale eventualità. Il piano, che prende il nome di Threshold, prevede l'attivazione di una serie di protocolli ideati per fronteggiare tale specifica emergenza, pericolo che, nella fattispecie, si concretizza mediante contagio delle persone, per indurne l'organismo a mutare.

## Episodi
| Stagione       | Episodi | Prima TV USA | Prima TV Italia |
| -------------- | ------- | ------------ | --------------- |
| Prima stagione | 13      | 2005-2006    | 2006-2007       |

## Personaggi e interpreti
- Molly Anna Caffrey, interpretata da Carla Gugino, doppiata in italiano da Alessandra Korompay.[1]
Esperta in analisi delle catastrofi.
- Nigel Fenway, interpretato da Brent Spiner, doppiato in italiano da Stefano Mondini.[1]
Microbiologo della NASA.
- Lucas Pegg, interpretato da Rob Benedict, doppiato in italiano da Alberto Caneva.[1]
Fisico.
- Sean Cavennaugh, interpretato da Brian Van Holt, doppiato in italiano da Christian Iansante.[1]
Misterioso agente addestrato.
- Arthur Ramsey, interpretato da Peter Dinklage, doppiato in italiano da Valerio Sacco.[1]
Esperto in lingue e matematica.
- J.T. Baylock, interpretato da Charles S. Dutton, doppiato in italiano da Roberto Draghetti.[1]
- Brian Janklow, interpretato da Jake Abel.
Studente alla Weymouth Military Academy, catturato nel terzo episodio, Il sangue dei bambini.

## Produzione
A causa degli alti costi di produzione, bastarono alcuni episodi con ascolti non abbastanza soddisfacenti per decidere la chiusura anticipata della serie dopo la sola prima stagione.

## Distribuzione
Negli Stati Uniti la serie è stata trasmessa da CBS, a partire dal 16 settembre 2005 e fino al 1º febbraio 2006. In Italia Threshold è stata trasmessa per la prima volta il 28 dicembre 2006 dalla rete televisiva Rai 2; successivamente su Fox, dal 5 gennaio 2007, e su Next HD, che trasmetteva repliche in alta definizione, dal 13 settembre 200.
Il doppiaggio italiano è stato eseguito per opera di Aldo Florio di Rai Due e della Doppiaggio Internazionale, sotto la direzione di Raffele Uzzi e Marina Allegrini, con dialoghi di Maria Teresa Del Torso, Paola Di Martino e Marina Allegrini.